# جيرت كرويس
جيرت كرويس (بالهولندية: Gert Kruys)‏ هو مدرب كرة قدم ولاعب كرة قدم هولندي في مركز الوسط، ولد في 8 مايو 1961 في أوترخت في هولندا. لعب مع آر كي سي فالفيك ونادي أوترخت.

## وصلات خارجية
- جيرت كرويس على موقع قاعدة بيانات كرة القدم.إي يو (الإنجليزية)